# Mihály Munkácsy
Dans le nom hongrois Munkácsy Mihály, le nom de famille précède le prénom, mais cet article utilise l’ordre habituel en français Mihály Munkácsy, où le prénom précède le nom.
Mihály Munkácsy ([ˈmihaːj], [ˈmunkaːtʃi]), né Mihály Lieb le 20 février 1844 à Munkács (Empire d'Autriche) et décédé le 1er mai 1900 à Bonn-Endenich, est un peintre académique hongrois principalement actif à Paris et Budapest dans les années 1870 et 1880.
Il a étudié en 1863 à Budapest et en 1864 à Vienne. Exposé au Salon de Paris en 1870, il y a rencontré un succès inattendu. En une trentaine d'années, il a peint environ six cents tableaux dans les genres les plus variés : portraits, natures mortes, paysages, scènes de genre, intérieurs bourgeois, compositions historiques ou religieuses, etc. Certains sont de très grande taille (100 m2 pour L'Apothéose de la Renaissance au musée des Beaux-Arts de Vienne, plus de 60 m2 et une centaine de personnages pour La Conquête du pays au Parlement hongrois). La plupart souffrent de l'emploi d'un fond de bitume, dont l'oxydation les a terriblement noircis depuis leur réalisation.
Opposé à l'impressionnisme, il a peu influencé les générations suivantes, à l'exception de l'école hongroise des « peintres de l'Alföld » dans l'entre-deux-guerres.

## Biographie
Mihály Lieb naît en 1844 à Munkács. Son père, Léo Michel Lieb, est un fonctionnaire d'origine bavaroise. Il perd rapidement ses parents. À partir de 1851, il est élevé par ses oncles et tantes. Son tuteur, István Reök, est un avocat, ancien participant de la Révolution hongroise de 1848. Entre 1854 et 1858, il apprend la menuiserie. Plus intéressé par le dessin et la peinture, il rencontre le peintre Elek Szamossy, dont il devient l'élève jusqu'en 1862.

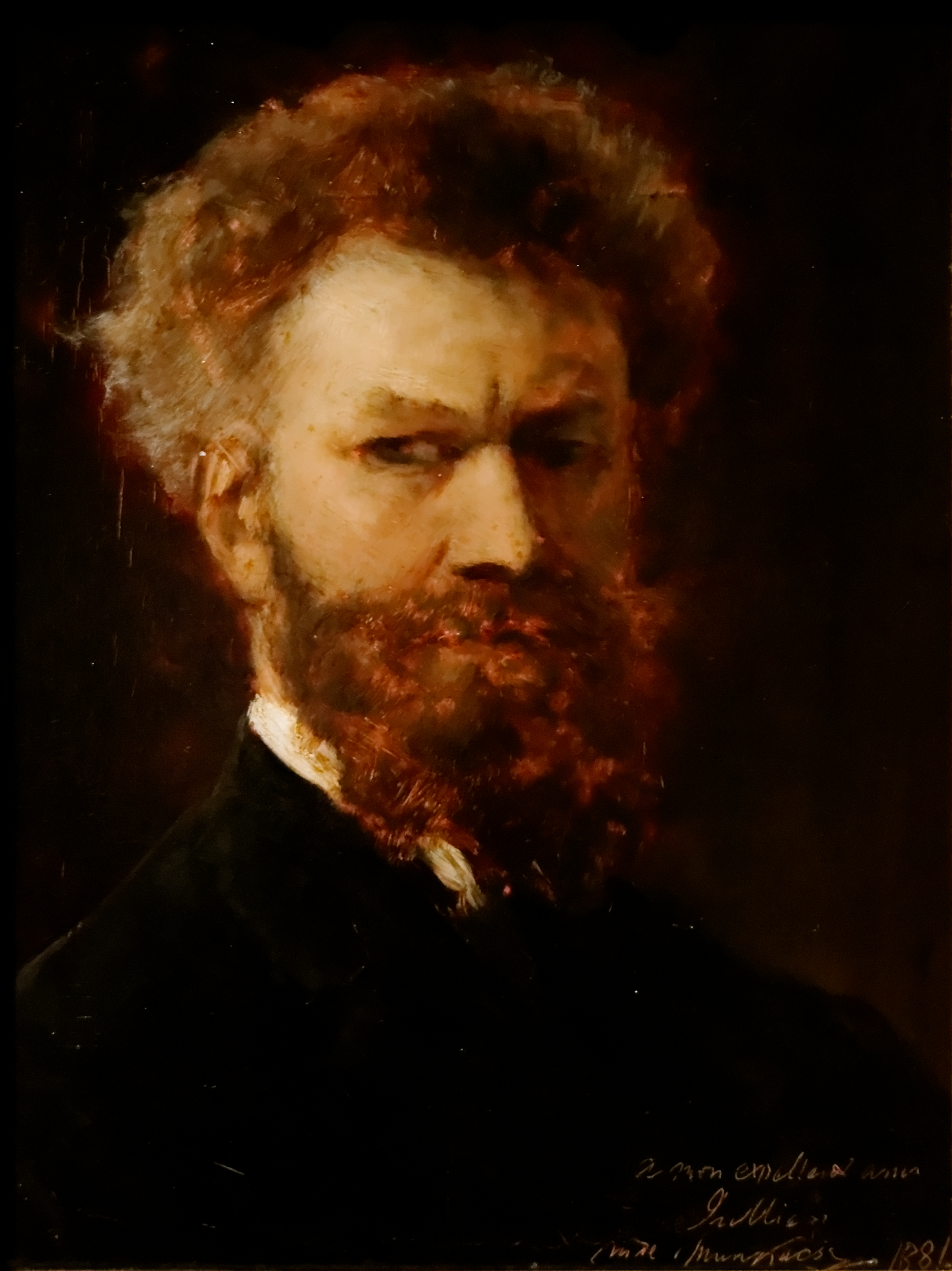
Autoportrait, 1881.

En 1863, il rencontre le peintre Antal Ligeti à Pest. Deux ans après, il part faire ses études à l'Académie de Vienne. L'année suivante, il adopte le nom de Munkácsy en référence à sa ville natale. Entre 1866 et 1869, il se rend à Munich, où vivent beaucoup de peintres hongrois. Il obtient une bourse pour se rendre à Paris en 1867 et y découvre les tableaux de Gustave Courbet, par le biais de son ami Wilhelm Leibl, peintre rencontré à Munich. Il s'installe ensuite à Düsseldorf auprès du peintre Ludwig Knaus.
En 1870, son Dernier Jour d'un condamné obtient une médaille d'or au Salon de Paris. L'année suivante, ses Faiseuses de charpie sont également bien accueillies. Il fait alors la rencontre du baron Édouard de Marches, et d'Anne-Marie Cécile Papier de Marches, son épouse, qui l'a subjuguée avec son allure décidée; ils lui ont été présentés par son ami, le peintre László Paál, lors d'un dîner donné à Pest,. En 1871 il décide de s'établir dans un petit studio de la capitale française sachant que Cécile Papier avait toutes les facilités pour lui trouver un atelier. Il se fait inviter dans le château de Colpach à Luxembourg par la baronne en 1872, avec l'accord de son mari où il fait une dépression, et tente de se suicider en se jetant d’une des fenêtres du château. À la mort du baron en 1873, il épouse sa veuve le 5 août 1874. Dès lors, ils vivent l'hiver dans leur hôtel particulier, situé au 53 avenue de Villiers à Paris, qui était devenu le rendez-vous mondain du Tout Paris, et dans le château de Colpach en été. Il obtient un grand succès à l'Exposition universelle de 1873 organisée à Vienne.

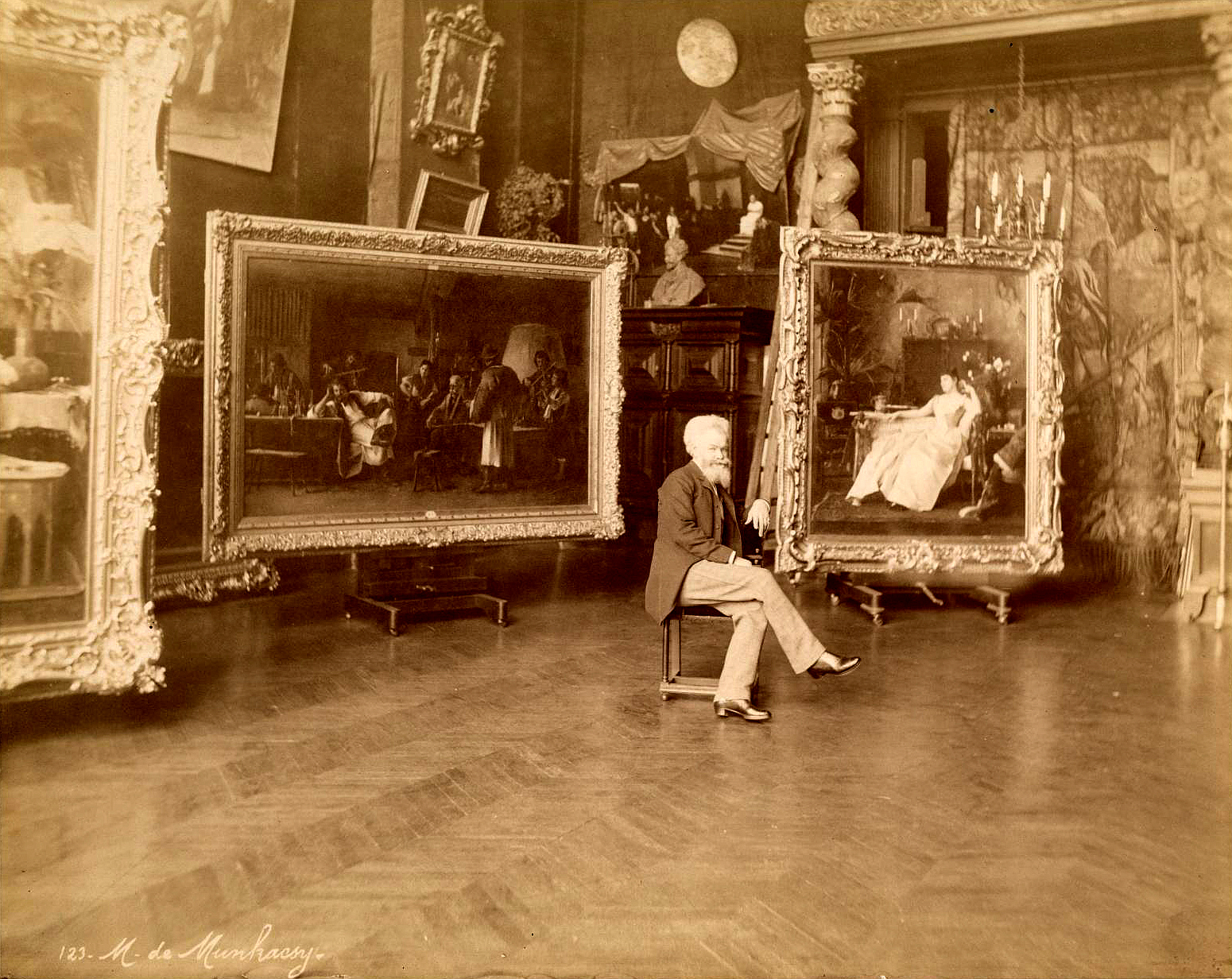
Mihály Munkácsy dans son atelier.

À partir de 1876, son succès à Paris ne se dément pas. Il mène une vie élégante et coûteuse, peint de grandes scènes bibliques, des portraits et des scènes d'intérieurs parisiens. Il ne s'associe pas à l'impressionnisme montant. Dès 1878 il signe un contrat d'exclusivité de dix ans avec le marchand d'art Charles Sedelmeyer qui achète ses toiles et dont il fera le portrait. À partir de 1886 : Munkácsy commence à « passer de mode ». Le gouvernement autrichien le charge d'un des panneaux de plafond du musée des Beaux-Arts de Vienne, L'Apothéose de la Renaissance. Il y travaille jusqu'en 1890. En 1889, le gouvernement hongrois le charge d'exécuter La Conquête du pays pour le bâtiment du Parlement de Budapest, alors en construction. Il y travaille jusqu'en 1893. Son état de santé, mauvais depuis le début de la décennie, continue à se dégrader : à ses problèmes de dos s'ajoutent des problèmes cérébraux. Cela ne l'empêche pas d'assister en 1895 aux festivités du millénaire de la Hongrie. 
En 1896, il achève la Trilogie du Christ : le troisième tableau, Ecce homo, est exposé en 1899 à Dublin, et marque James Joyce.
En mars 1896, une peinture intitulée Scène de meurtre rituel en Hongrie est exposée au salons de l'Art international à Paris, puis à Bruxelles, Vienne et Varsovie. D'abord anonyme, ce tableau qui fait scandale, est attribué à Munkácsy, ce que l'épouse du peintre réfute avec véhémence, même après la mort de son mari. Ce tableau, à forte connotation antisémite, a refait surface en 2013. 
À partir de 1897, il est soigné en maison de santé près de Baden-Baden, puis interné en hôpital psychiatrique à Endenich, près de Bonn. C'est là qu'il meurt le 1er mai 1900. Il reçoit des funérailles nationales à Budapest, où il est enterré au cimetière Kerepesi. Un musée lui est consacré à Békéscsaba, au sud-est de la Hongrie.

## Œuvres

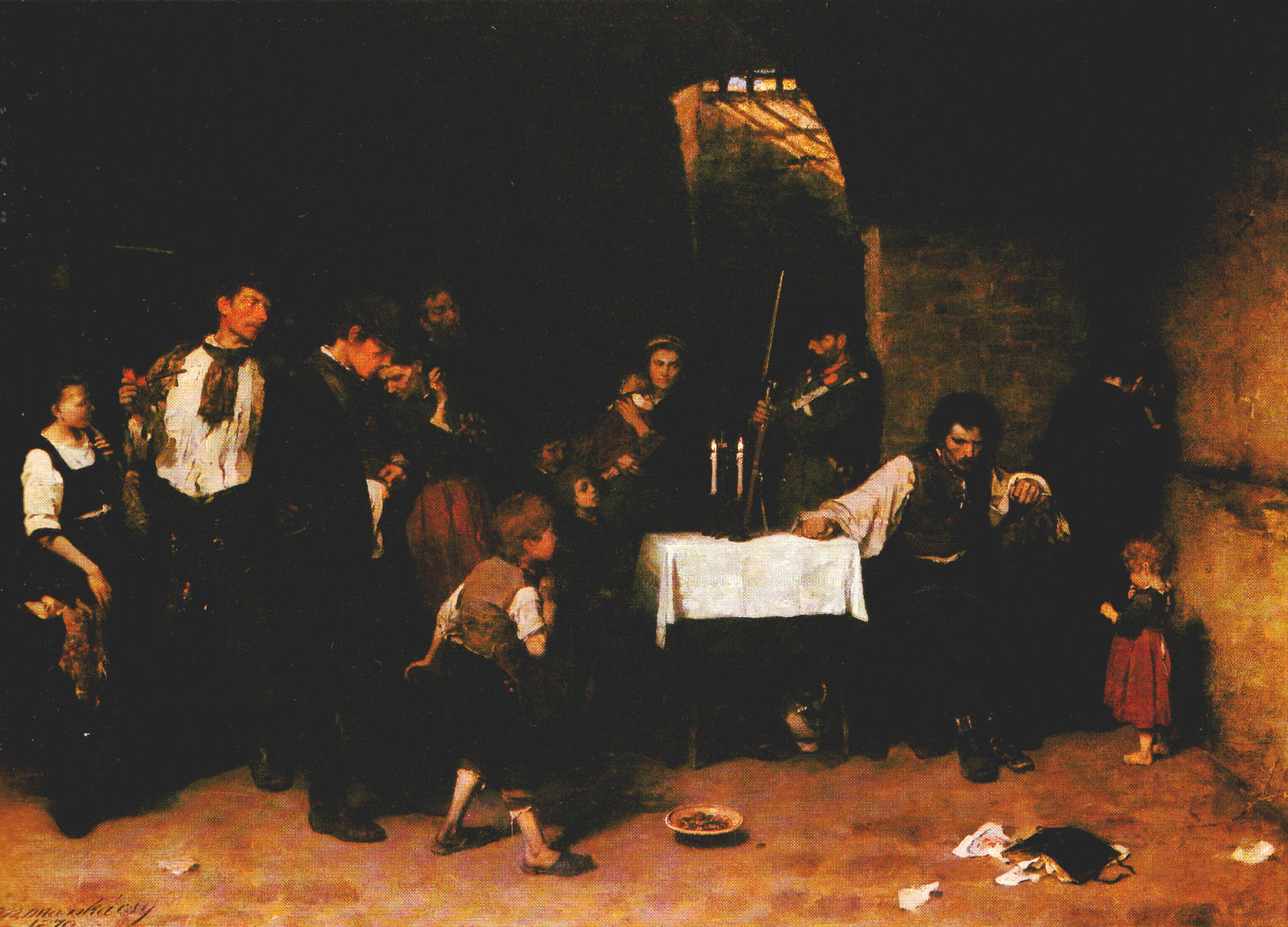
Le Dernier Jour d'un condamné (1870)

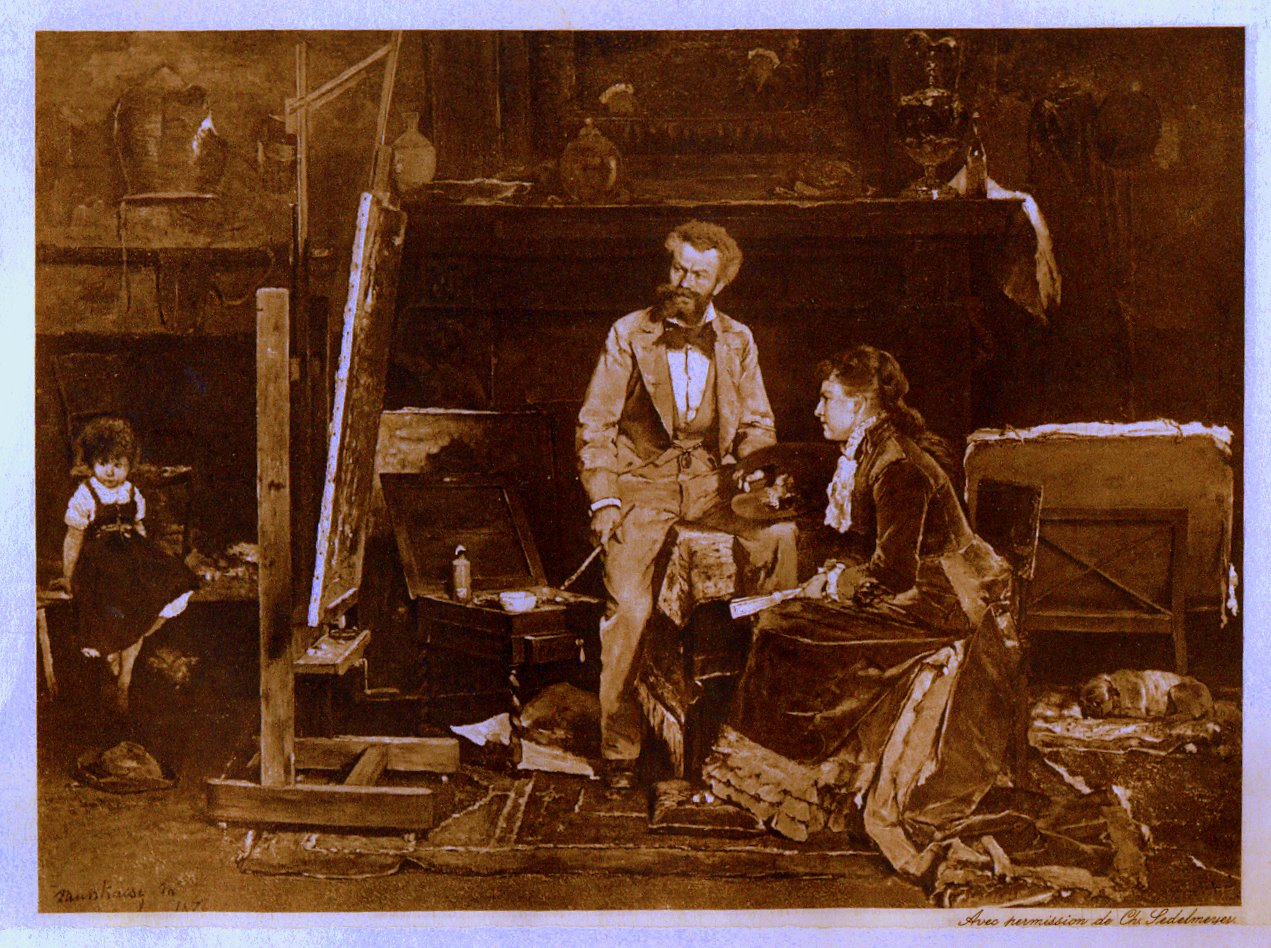
Dans l'atelier à Paris (1876)

- 1869 : Le Dernier Jour d'un condamné (Siralomház) (Galerie Nationale de Hongrie, Budapest)
- 1871 : Faiseuses de charpie  (Tépéscsinálók). Allusion à la révolution et à la lutte de libération nationale de 1848-49 (Galerie Nationale de Hongrie, Budapest)
- 1873-74 : Au mont-de-piété (Zálogházban) (Metropolitan Museum of Art, New York)
- 1875 : Le Héros du village (A falu hőse), huile sur toile, 223 × 158 cm, Musée Wallraf Richartz, Cologne[9]
- 1875 : Le Héros du village (The Wrestler’s Challenge), huile sur toile, 88,30 × 130,30 cm, (Art Institute of Chicago)
- 1876 : Dans l'atelier à Paris (Műteremben)
- 1876 : Haynald Lajos cardinal-archevêque Portrait (Haynald Lajos bíbornok-érsek portréja)
- 1876-77 : Portrait de László Paál, peintre hongrois (Paál László portréja) (Galerie Nationale de Hongrie, Budapest)
- 1877 : Portrait de Gaëtan Guérinot, huile sur toile, 126 × 91 cm, (Musées de Poitiers)[10]
- 1877-78 : Étude pour Milton (Tanulmány a Miltonhoz)
- 1877-78 : Milton aveugle dicte à sa file "Le Paradis perdu" (A vak John Milton diktálja leányának Az elveszett paradicsom c. művét) (New York Public Library)
- 1881 : Le Christ devant Pilate (Krisztus Pilátus előtt), huile sur toile, 89 × 116 cm, Musée d’Orsay, Paris[11]
- 1881 : Le Christ devant Pilate (Krisztus Pilátus előtt), huile sur toile, (Musée Déri, Debrecen)
- Le Golgotha (Calvary), huile sur toile, 117 × 170 cm, (Victoria Art Gallery (en), Bath)[12]
- 1884 : Le Golgotha (Kálvária) (Musée Déri, Debrecen)
- 1886 : La Mort de Mozart (Mozart halála)
- 1886 : Portrait de Franz Liszt (Liszt Ferenc portréja) (Galerie Nationale de Hongrie, Budapest)
- 1886 : Parc Colpach (A Colpach-i park) (Galerie Nationale de Hongrie, Budapest)
- 1890 : L'Apothéose de la Renaissance, Panneau de plafond au Musée des Beaux-Arts de Vienne (100 m2).
- 1893 : La Conquête du pays (Honfoglalás) (Parlement de Budapest)
- 1896 : Ecce homo (Íme az ember) (Musée Déri, Debrecen)

## Galerie

### Trilogie du Christ

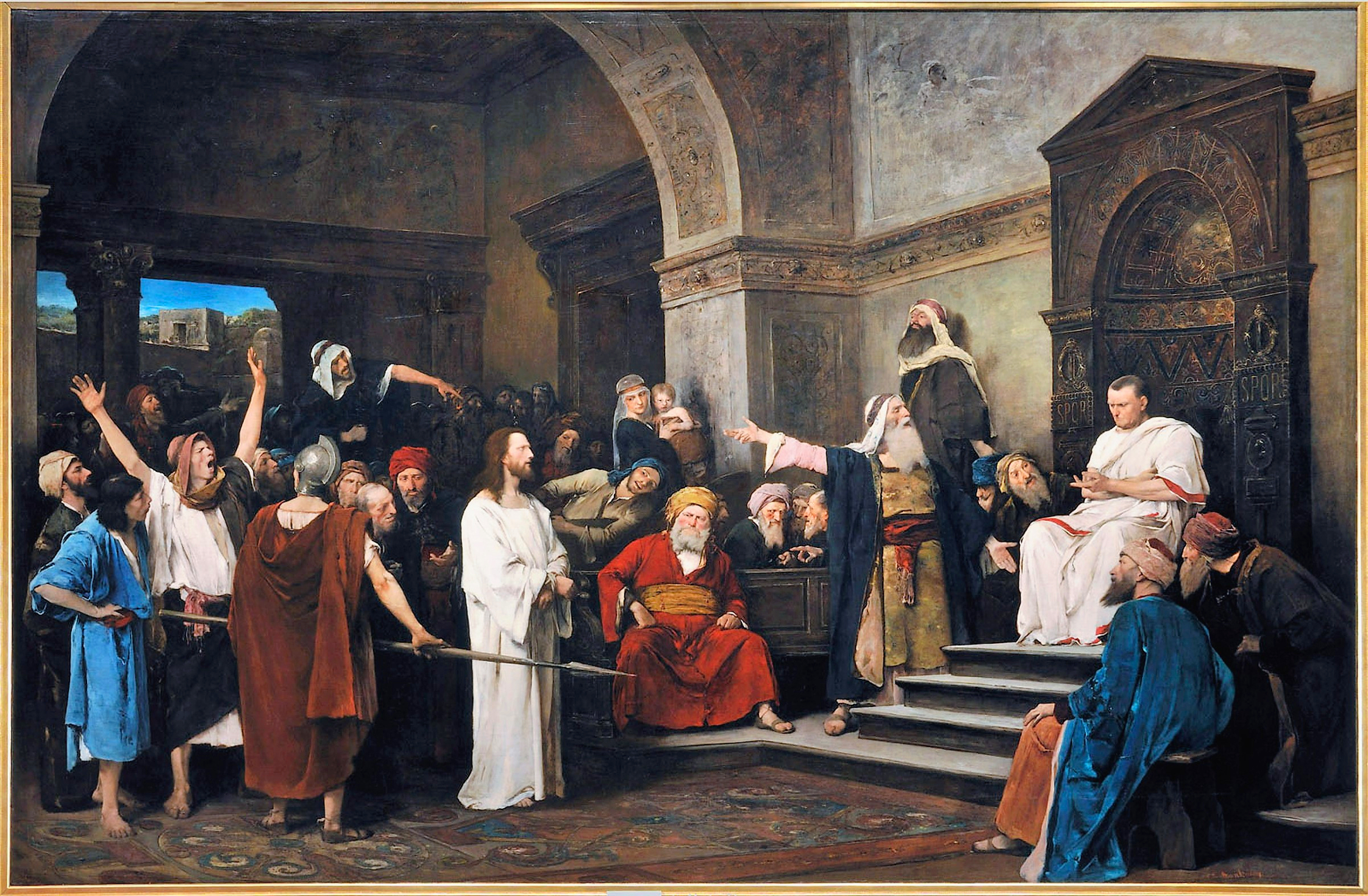
Le Christ devant Pilate (Krisztus Pilátus előtt, 1881) (Musée Déri, Debrecen)
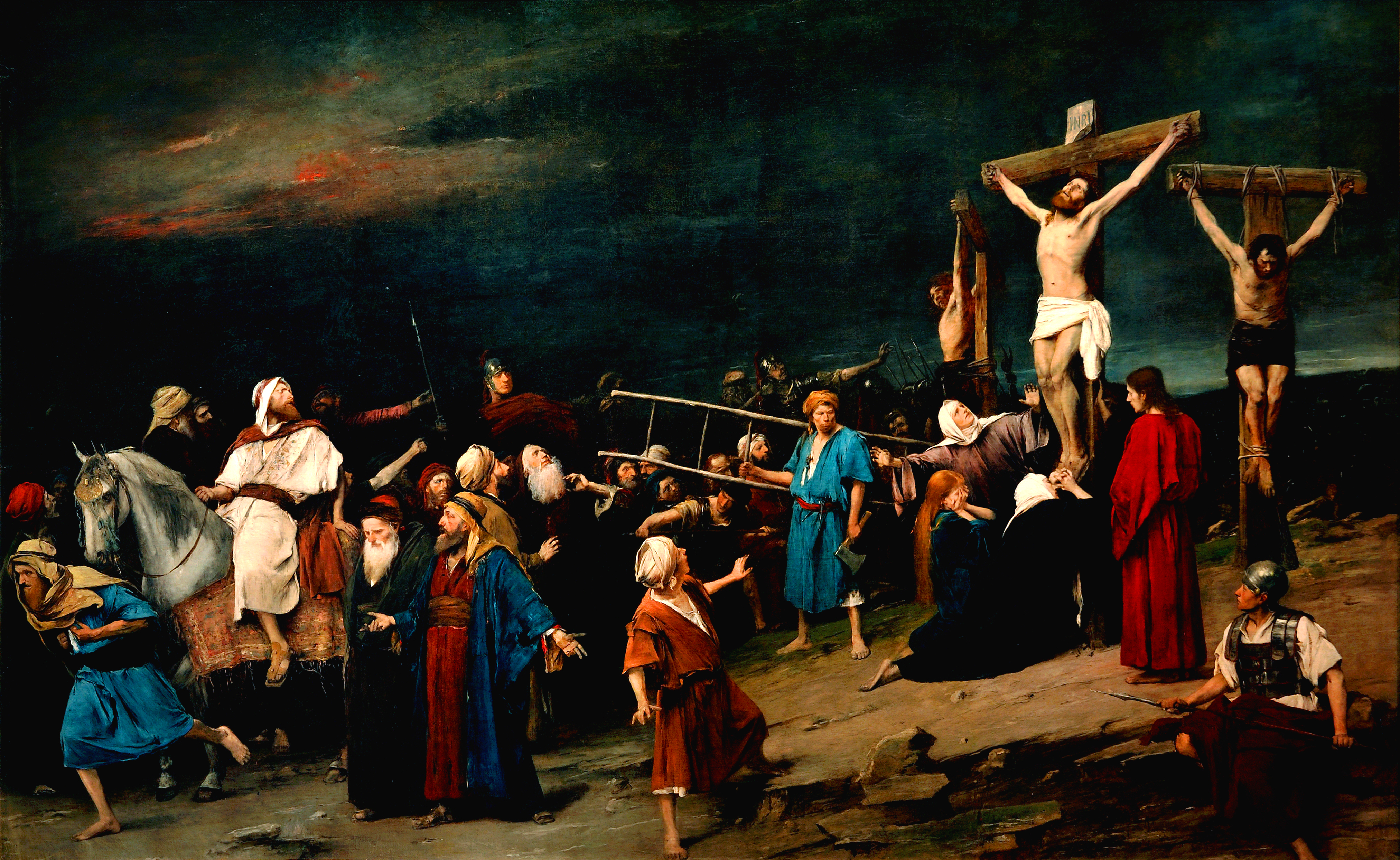
Le Golgotha (Kálvária, 1884) (Musée Déri, Debrecen)
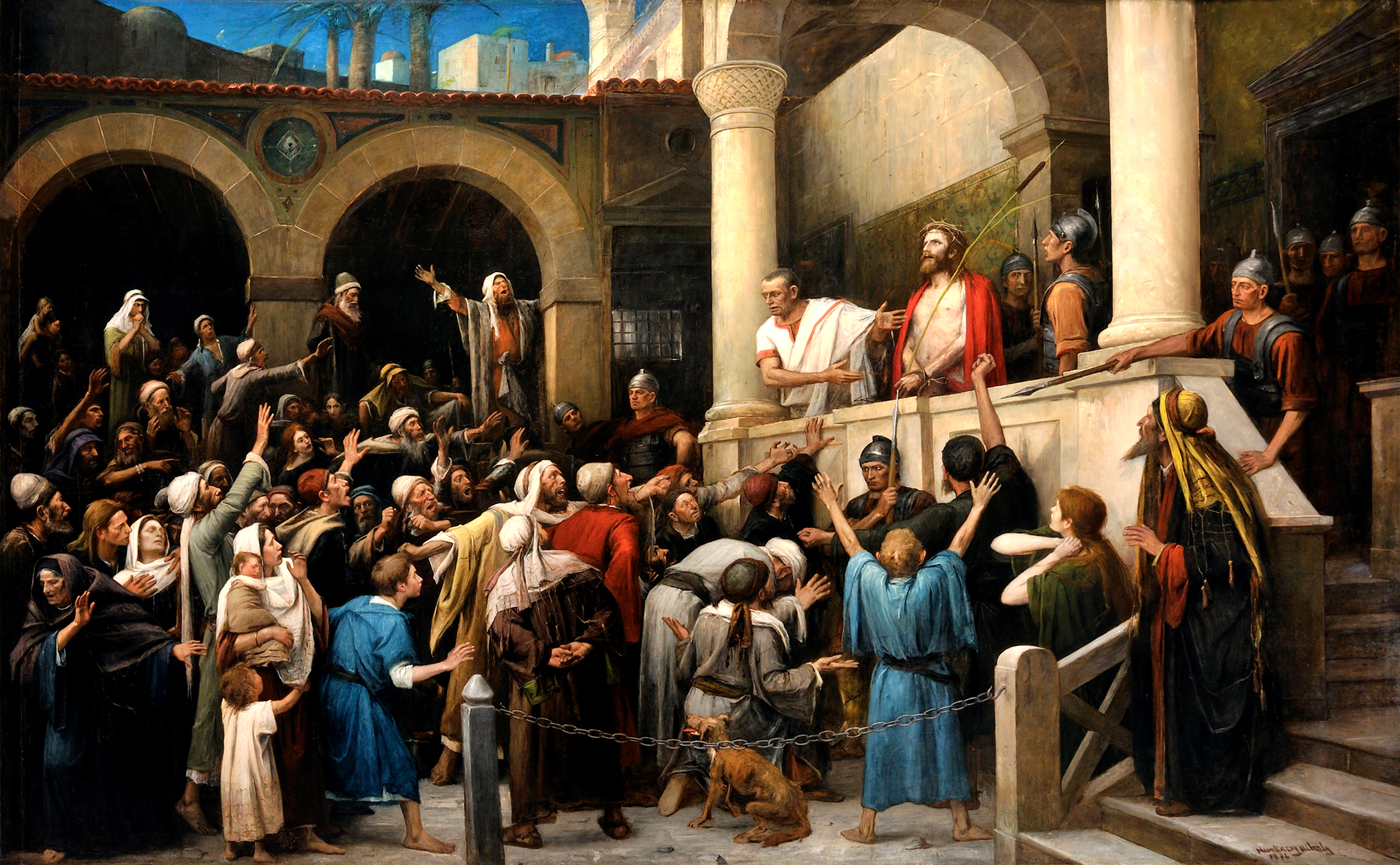
Ecce Homo (Íme az ember, 1896) (Musée Déri, Debrecen)

### Divers

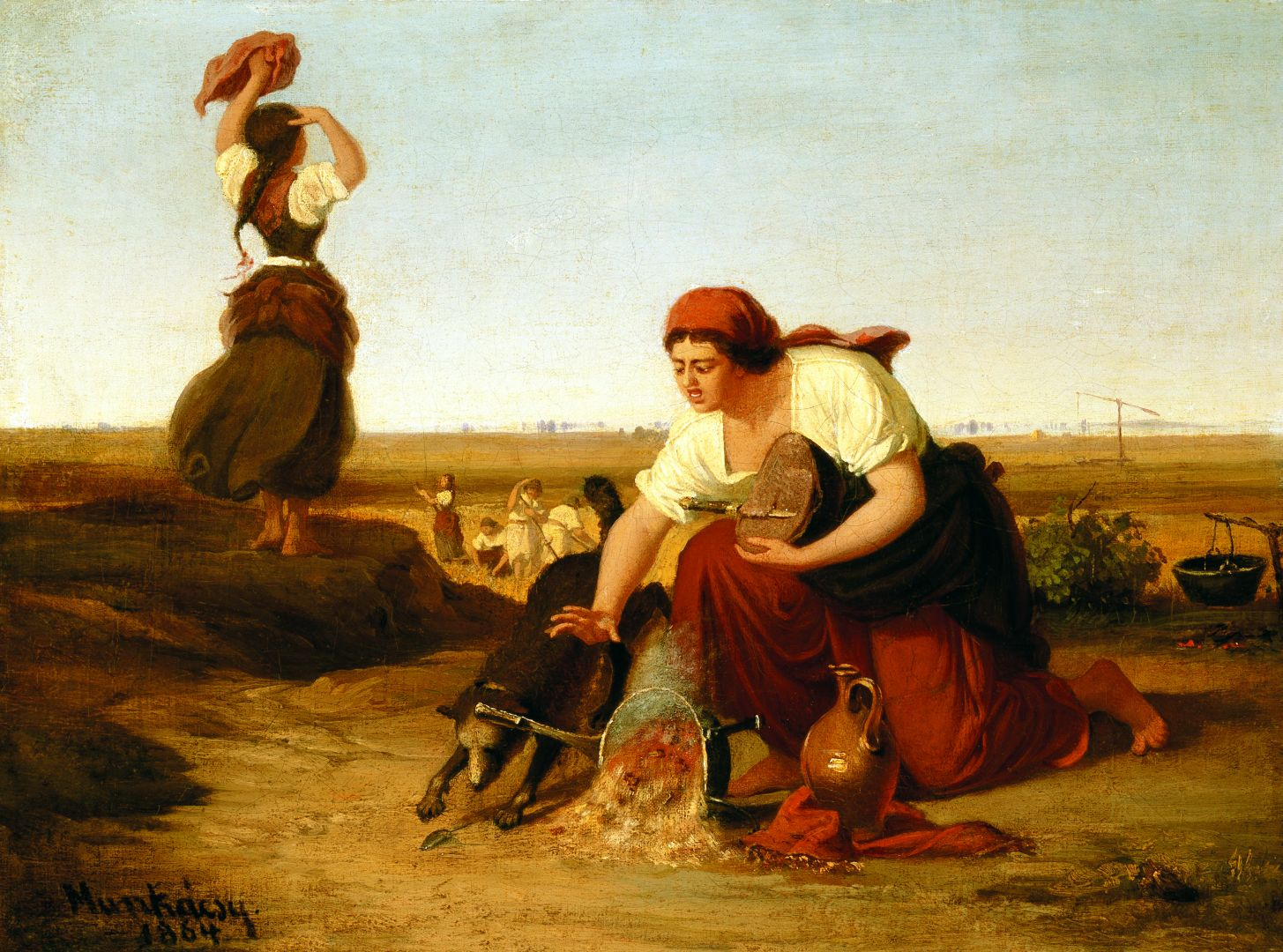
Le chaudron (A bogrács, 1864)
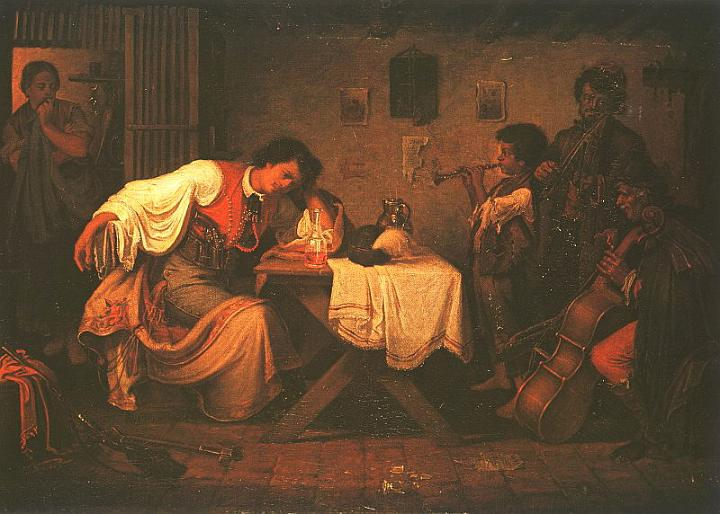
Brigand affligé (Búsuló betyár, 1865)
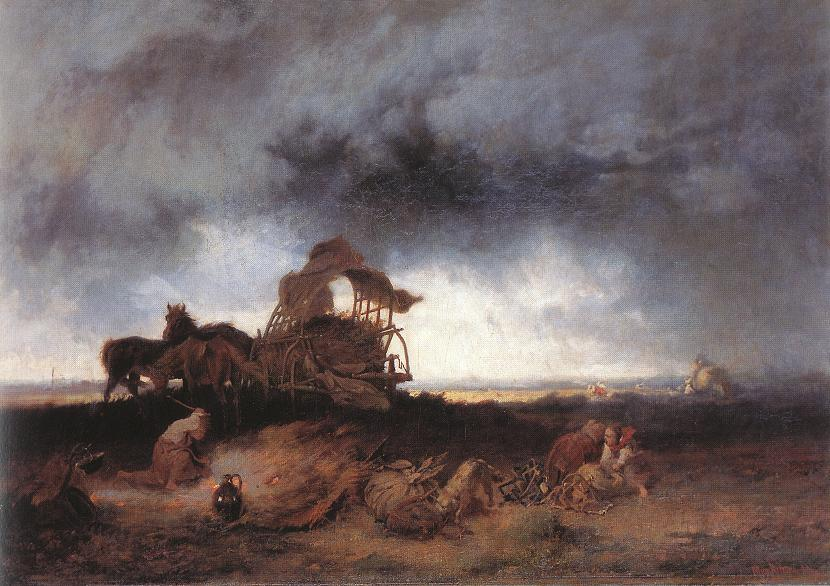
Orage sur la Puszta (Vihar a pusztánr, 1867)
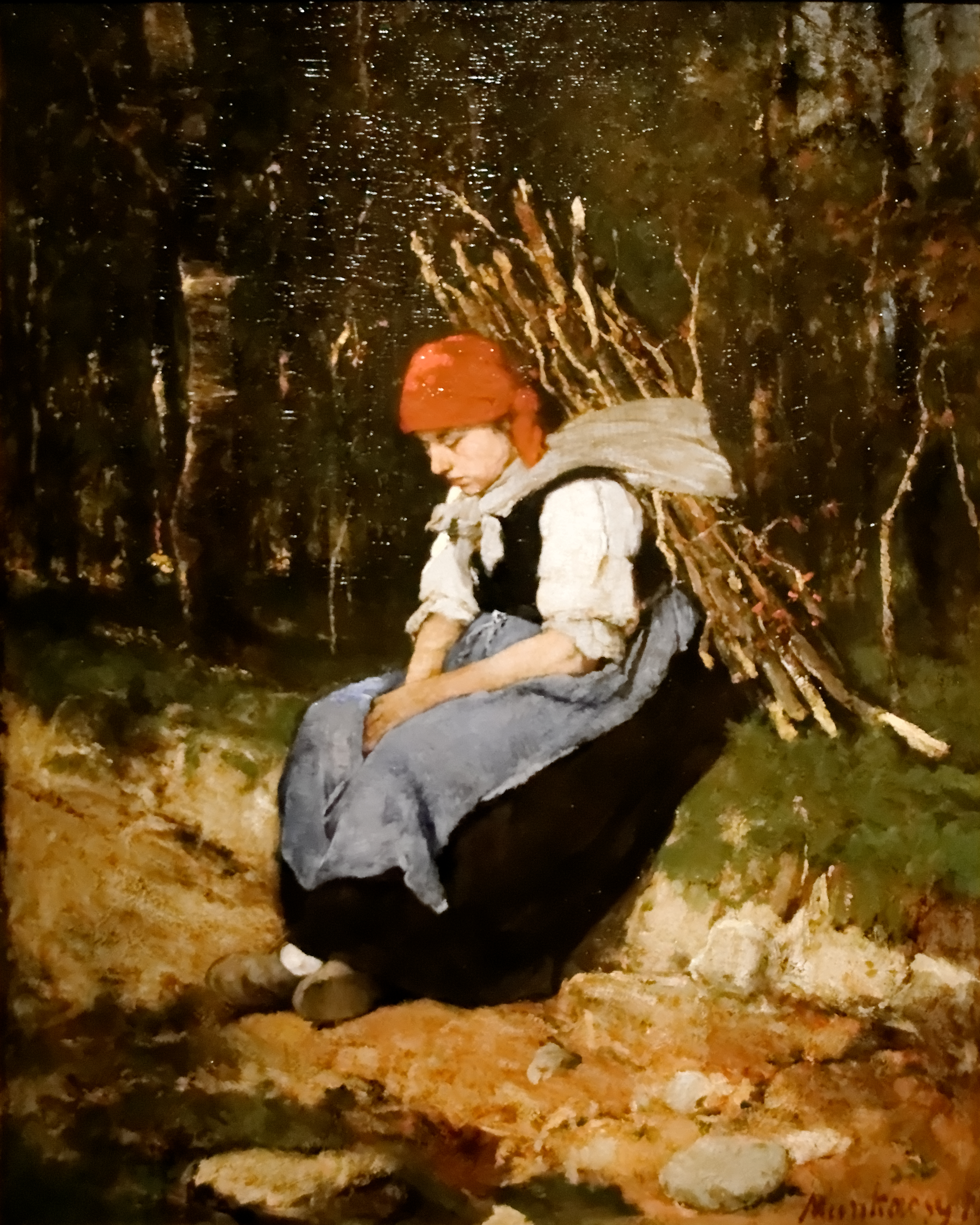
Femme charriant un fagot (1873)
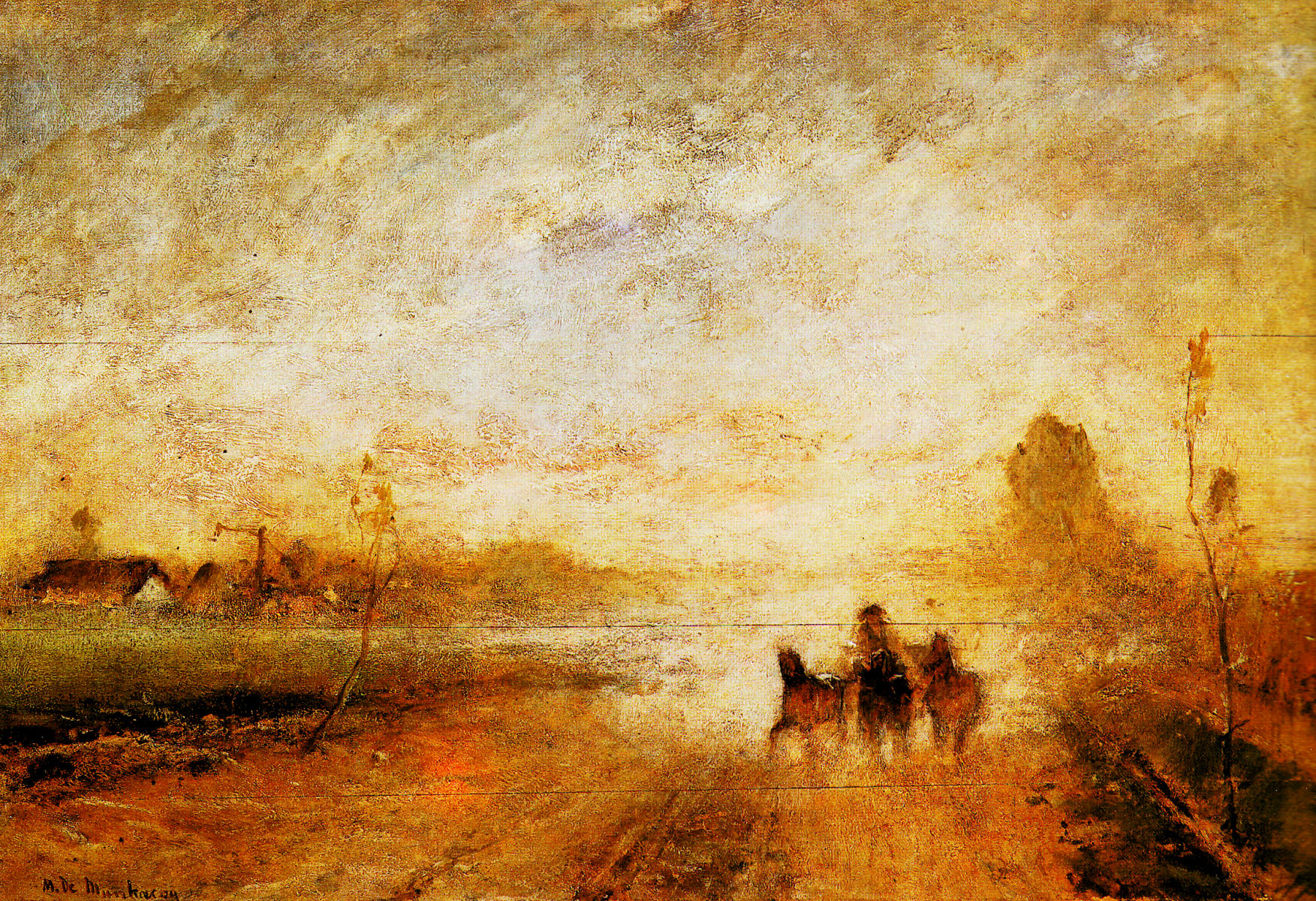
Chemin poussiéreux I (Poros út I, 1874)
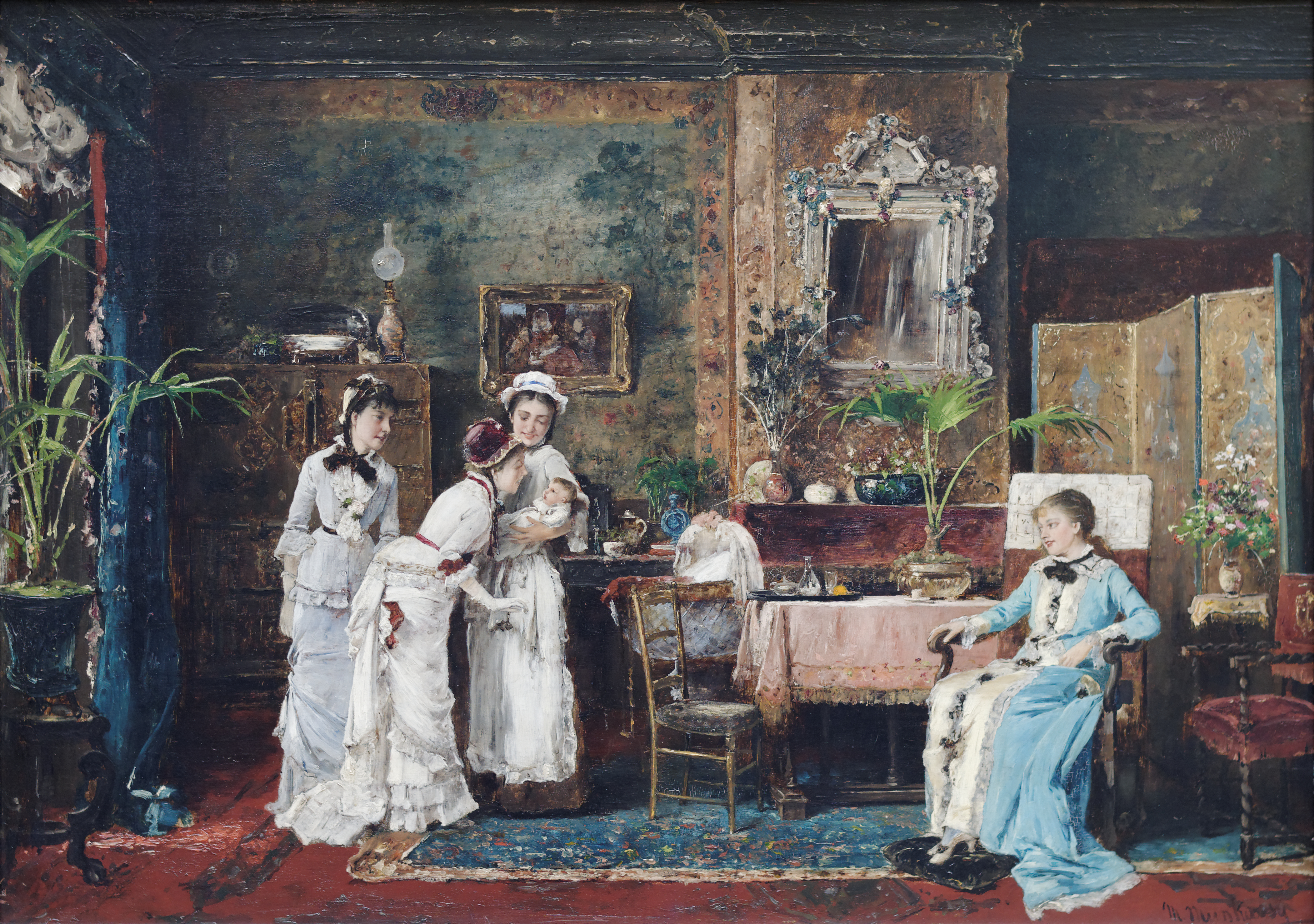
Visite d'une mère en couches (1879)
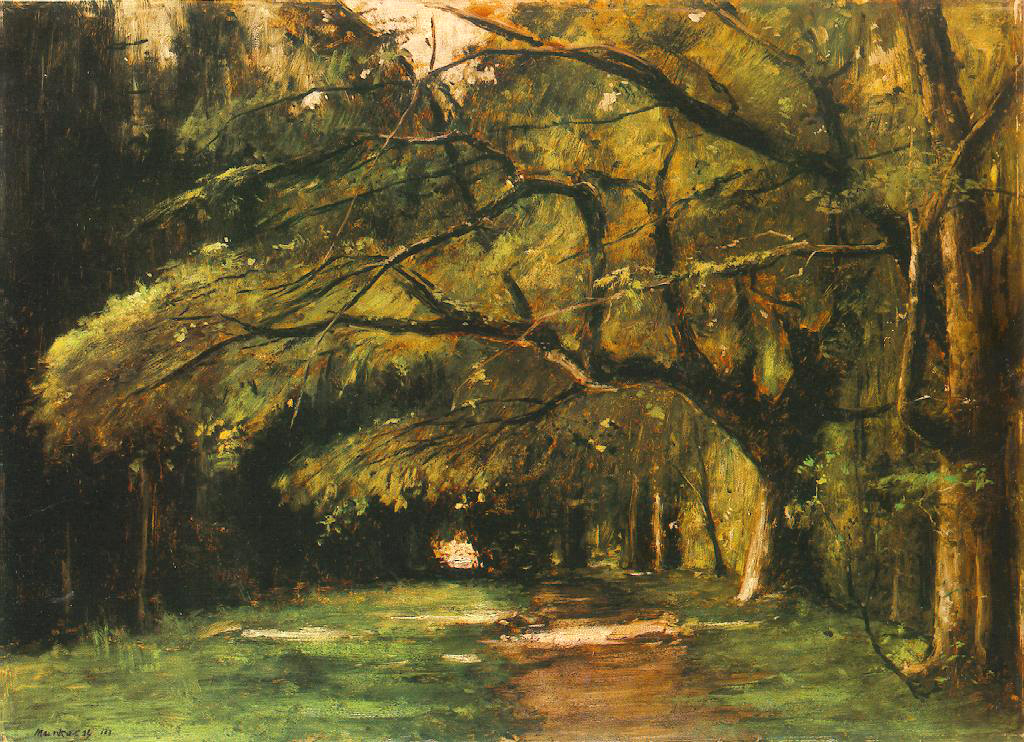
Parc Colpach (1886)
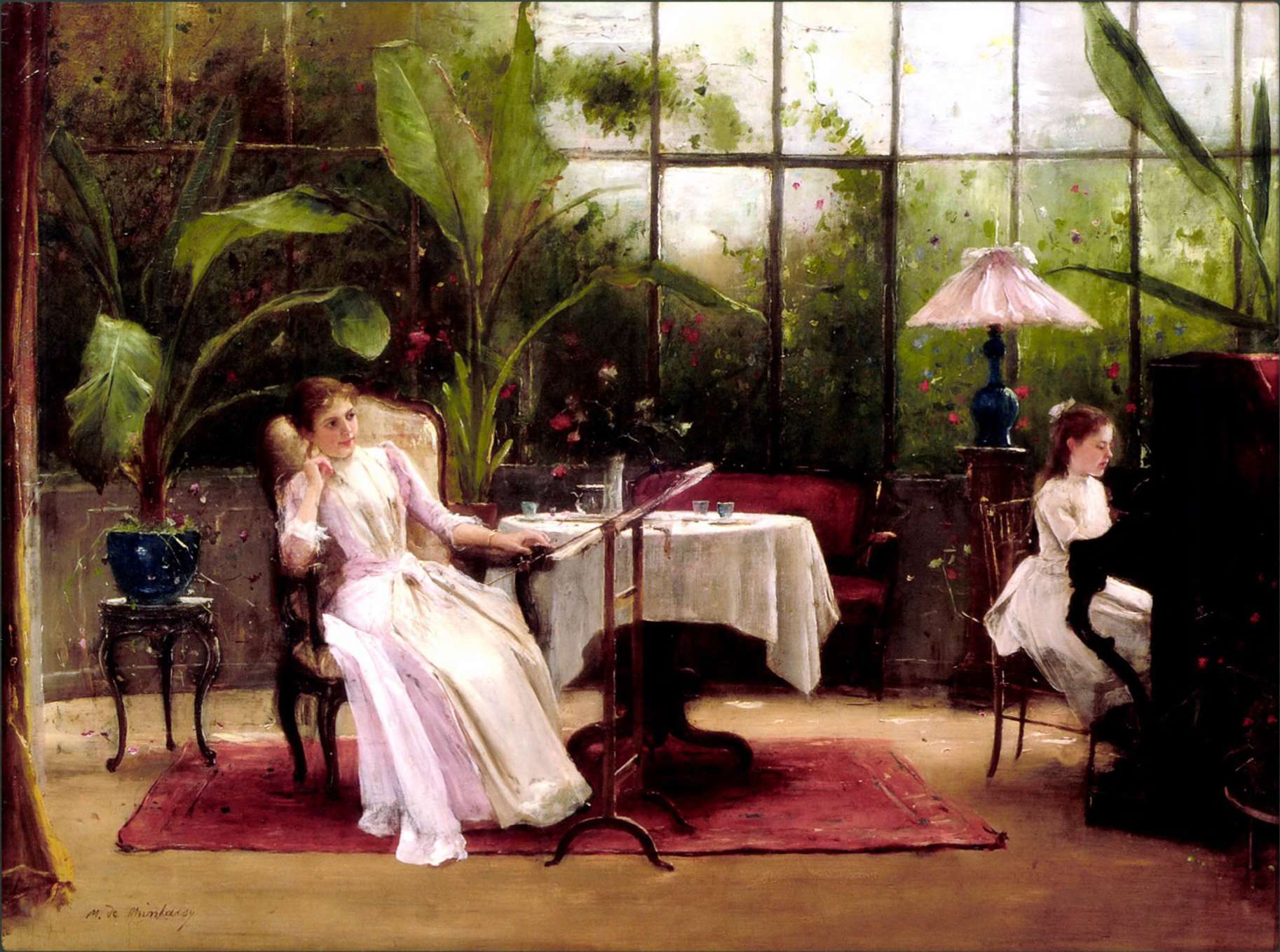
Leçon de piano (1890)
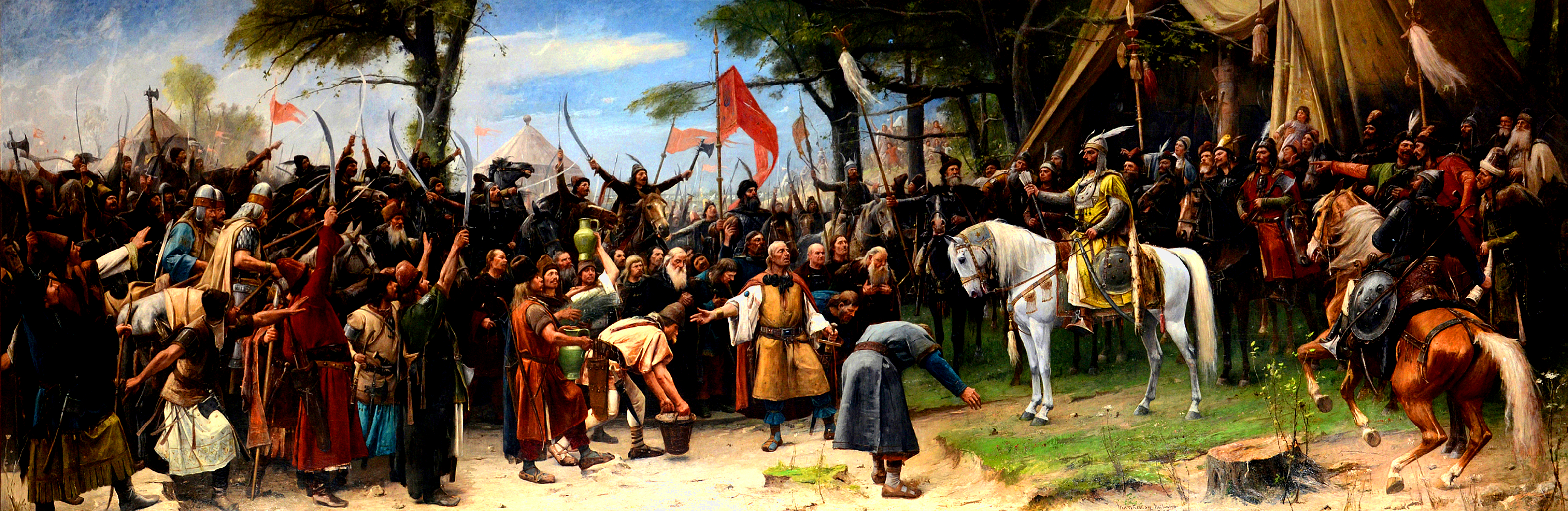
La Conquête du pays (Honfoglalás, 1893)

## Élèves
- Fritz von Uhde
- Oscar Rex

## Honneur
L'astéroïde (196736) Munkácsy porte son nom.